# Preppy

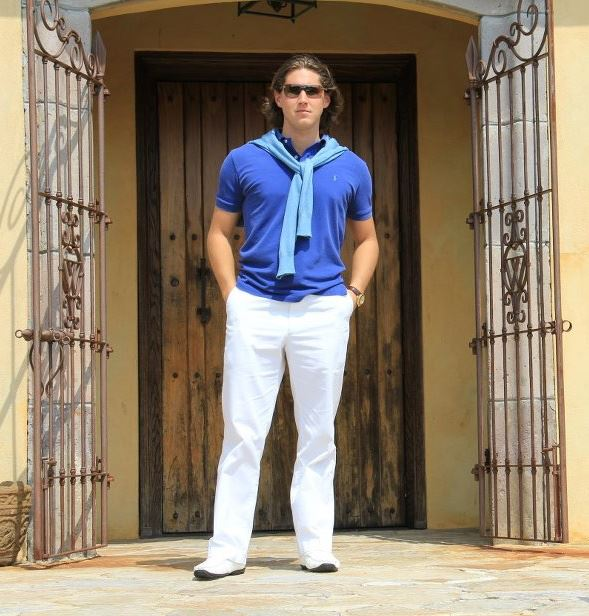

Preppy, riportato anche con la grafia preppie o abbreviato in prep, indica uno stile di abbigliamento nato nei college statunitensi degli Stati nordorientali.

## Etimologia e storia
La parola preppy trae origine da preparatory school, e veniva utilizzato, durante gli anni cinquanta e sessanta, per indicare le curatissime divise utilizzate dagli studenti dei rinomati college nel New England e della Ivy League. Il preppy, come stile,  nacque negli anni settanta in risposta alla cultura hippy, e rifletteva le diverse attività praticate nei momenti di svago dagli universitari, fra cui il polo, la caccia, e la vela. Nel corso degli anni, hanno venduto articoli preppy diversi marchi di vestiario di fascia alta, fra cui Tommy Hilfiger, Lacoste, Anthony Morato, e Ralph Lauren.

## Caratteristiche
Il preppy eredita l'eleganza informale e discreta dell'Ivy League, e ha molti elementi in comune con lo stile inglese. Il preppy si distingue per abiti e accessori color pastello e a righe, fra cui maglioni con scollo a "V" in cotone o cashmere, trench, polo, giacche in tweed, blazer, pantaloni in chino, mocassini, scarpe da vela e orologi da polso. Le donne indossano gonne a pieghe, scarpe del tipo "ballerina", e borse in cuoio a tracolla.